# Стройка (посёлок)
Стройка — посёлок в Плавском районе Тульской области России.
В рамках административно-территориального устройства является центром Ново-Никольского сельского округа Плавского района, в рамках организации местного самоуправления включается в Молочно-Дворское сельское поселение.

## География
Расположен в 32 км к югу от города Плавска и в 88 км к югу от центра Тулы.

## Население
| 2002 | 2010 |
| ---- | ---- |
| 307  | ↗318 |

Население — 318 чел. (2010).